# Аветисян Авет Маркосович
Авет Маркосович Аветисян (справжнє прізвище — Восканян) (1897-1971) — актор театру і кіно, Лауреат Сталінської премії другого ступеня, народний артист СРСР

## Коротка біографія
Нарордився у Тіфлісі. У 1914 році закінчив семінарію. За два роки був призваний до армії. Сценічну діяльність почав у 1917 році. Був одним з засновників та провідним актором Вірменського театру ім. Сундукяна.
Творчості Аветисяна притаманне прагнення до певної сатиричності, соковитий гумор. Гра відмічена щирістю емоцій, майсерністю жестів та сценічної мови, темпераментом. У той же час володіє стриманою, м'якою манерою виконання., лаконічністю вибору. За це 1962 отримав почесне звання Народний артист СРСР, хоча його талант визнали щее у 1938 на республіканському рівні.

## Творчість

### Роботи у театрі
- городничий — «Ревізор» М. В. Гоголя (1925)
- Замбахов — «Хатабала» Сундукяна (1927)
- Пепо — «Пепо» Сундукяна — (1929)
- Берест — «Платон Кречет» Корнійчука — (1935)
- Парсег — «Розорене вогнище» Сундукяна (1938)
- Шадрін — «Людина зі зброєю» (1938)
- Шмага — «Без вини винуваті» (1939)
- Яго — (1940)
- Колос — «Фронт» (1942)
- Кутузов — «Фельдмаршал Кутузов» Соловйова (1942)
- Глоба — «Російські люди» (1942)
- Саркіс — «Ще одна жертва» Сундукяна (1944)
- Бархудар — «Намус» Ширванзаде 1936
- Са-гател — «Через честь» Ширванзаде (1939)
- Сако — «Хоробрий Назар» Демірчяна (1924)
- Місак — «У кільці» Вагаршяна, (1930)
- Амо — «На зорі» Гулакяна (1937)
- Матвій Єгорович — «Скеля» Папазяна (1944)
- Кулигін — «Гроза» (1946)
- Робінзон — «Безприданниця» (1946)
- Дід Симон — «На висотах» Боряна (1947)
- Балабек — «Дослідне поле» Заряна (1953)
- Врам — «Під одним дахом» Боряна (1957)

### Роботи у кіно
- 1928 — «Хас-пуш»
- 1931 — «Кікос»
- 1934 — «Гікор»
- 1939 — «Зангезур»
- 1939 — «Гірський марш»
- 1940 — «Хоробрий Назар»
- 1943 — «Давид Бек»
- 1949 — «Дівчина Араратської долини»
- 1956 — «Через честь»
- 1959 — «Про що шумить річка»
- 1959 — «Обвал»
- 1969 — «Вибух після півночі»